# 우고 토냐치
우고 토냐치(이탈리아어: Ugo Tognazzi, 1922년 3월 23일 ~ 1990년 10월 27일)는 이탈리아의 배우, 감독, 영화 각본가이다.

## 출연 작품
- 바보같은 자의 비극 (1981)
- 주말의 연정 (1980)
- 프리모 아모레 (1978)
- 새장 속의 광대 (1978)
- 비치 하우스 (1977)
- 돈 터치 더 화이트 우먼 (1974)
- 그랑 부프 (1973)
- 우리는 대령을 원한다 (1973)
- 라 슈퍼테스티몬 (1971)
- 칼리파 부인 (1970)
- 돼지우리 (1969)
- 예스 서 (1968)
- 바바렐라 (1968)
- 아버지 (1967)
- 클라이막스 (1967)
- 컴플렉시스 (1965)
- 브레이크 업 (1965)
- 아이 뉴 허 웰 (1965)
- 오너의 질문 (1965)
- 디 에이프 우먼 (1964)
- 카운터섹스 (1964)
- 로마의 20가지 이야기 (1963)
- 부부의 침대 (1963)
- 결혼의 부조리 (1963)
- 라고파그 (1963)
- 라 쿠카그나 (1962)
- 파시스트 (1961)
- 일 프린시페 푸스토 (1960)
- 비극의 테오도르 (1958)
- 도시의 사랑 (1953)